# Teoría de campo efectivo
En física, una teoría de campo efectivo es un tipo de aproximación (o teoría efectiva) a una teoría física fundamental, como la teoría cuántica de campos o un modelo de mecánica estadística. Una teoría de campo efectivo incluye los grados de libertad apropiados para describir un fenómeno físico que ocurre a una escala de longitud o escala de energía determinada, mientras que ignora la subestructura y los grados de libertad a distancias más pequeñas (o, de forma equivalente, a mayores energías). Intuitivamente, uno promedia el comportamiento de la teoría fundamental a escalas más pequeñas para obtener un modelo que se espera sea simplificado a escalas de longitud mayores. Típicamente, las teorías de campo efectivo funcionan mejor cuando existe una gran separación entre la escala de longitud de interés y la escala de longitud de la dinámica fundamental. Las teorías de campo efectivo han resultado ser útiles en la física de partículas, la mecánica estadística, la física de la materia condensada, la relatividad general y la hidrodinámica. Estas teorías simplifican los cálculos y permiten tratar los efectos de disipación y radiación.

## El grupo de renormalización
Actualmente, las teorías de campo efectivo se discuten en el contexto del grupo de renormalización (RG, por sus siglas en inglés), en el cual, el proceso de extracción de los grados de libertad a distancias cortas se hace de forma sistemática. Aunque este método no es lo suficientemente concreto para permitir la construcción real de las teorías de campo efectivas, el entendimiento grosso modo de su utilidad se vuelve claro a través del análisis del RG. Este método da crédito a la técnica principal para construir teorías de campo efectivo, a través del análisis de simetrías. Si existe una única escala de masa M en la teoría microscópica, entonces la teoría de campo efectivo puede verse como una expansión en 1/M. Esta técnica es útil para la dispersión u otros procesos en los cuales la escala de momento máxima k satisface la condición k/M ≪ 1.
Dado que las teorías de campo efectivo no son válidas a escalas de longitud pequeñas, no necesitan ser renormalizables. De hecho, el número cada vez mayor de parámetros en cada orden en 1/M que se requiere para una teoría de campo efectivo implica que estas teorías no son renormalizables en el sentido de la electrodinámica cuántica, la cual requiere la renormalización de únicamente dos parámetros.

## Ejemplos de teorías de campo efectivo

### Teoría del decaimiento beta de Fermi
El ejemplo más conocido de una teoría de campo efectivo es la teoría del decaimiento beta de Fermi. Esta teoría fue desarrollada durante los primeros estudios de los decaimientos débiles de los núcleos, cuando solo se sabía del decaimiento débil en hadrones y leptones. Las reacciones típicas estudiadas eran:
{\displaystyle {\begin{aligned}\mathrm {n} &\to \mathrm {p} +\mathrm {e} ^{-}+{\overline {\nu }}_{e}\\\mu ^{-}&\to \mathrm {e} ^{-}+{\overline {\nu }}_{\mathrm {e} }+\nu _{\mu }.\end{aligned}}}
En la reacción anterior, n representa al neutrón, p al protón, e− al electrón, νe al neutrino electrónico, μ− al muon y νμ al neutrino muónico.
Esta teoría proponía que en estas reacciones se involucraba una reacción puntual. La teoría tuvo un gran éxito fenomenológico y posteriormente se entendió que surgía a partir de la teoría de gauge de las interacciones electrodébiles. Esta teoría forma parte del modelo estándar de la física de partículas. En ella, las interacciones están mediadas por un bosón de gauge que cambia de sabor: el bosón W±. El enorme éxito de la teoría de Fermi se debió a que la partícula W tienen una masa de alrededor de 80 GeV, mientras que los primeors experimentos fueron todos realizados en una escala de energía de menos de 10 MeV. No ha ocurrido una separación de escalas como esta, de cerca de 3 órdenes de magnitud en ninguna otra situación hasta ahora.

### Teoría BCS de la superconductividad
Otro ejemplo famoso es la teoría BCS de la superconductividad. En este caso, la teoría subyacente es considerar electrones en un metal interaccionando con vibraciones en la red llamadas fonones. Los fonones causan interacciones atractivas entre algunos electrones, provocando que estos últimos formen pares de Cooper. La escala de longitud de estos pares es mucho mayor a la longitud de onda de los fonones, lo que hace posible ignorar la dinámica de los fonones y construir una teoría en la cual dos electrones interaccionan de forma efectiva en un punto. Esta teoría ha tenido un éxito sobresaliente al describir y predecir los resultados de los experimentos en superconductividad.

### Teorías de campo efectivo en gravitación
Por sí misma, se espera que la relatividad general sea una teoría de campo efectivo a bajas energías de una teoría completa de gravitación cuántica, como la teoría de cuerdas. La escala de expansión es la masa de Planck. Las teorías de campo efectivo se han usado también en la simplificación de problemas en relatividad general, en particular para calcular las señales de ondas gravitacionales de objetos de tamaño finito cayendo en espiral. La teoría más común en relatividad general es la «relatividad general no relativista» (NRGR, por sus siglas en inglés), la cual es similar a la expansión postnewtoniana. Otra teoría de campo efectiva común en relatividad general es la razón de masa extrema (EMR, por sus siglas en inglés), la cual, en el contexto del problema de la caída en espiral es llamada en inglés «Extreme Mass Ratio Inspiral» o EMRI.
Si se considera la teoría general de la relatividad con efectos cuánticos añadidos como una teoría de campo efectivo se puede llegar a tener las primeras correcciones para dos partículas puntuales que se ejercen fuerzas a muy corta distancia, el resultado para el potencial es:

{\displaystyle V(r)\approx -G{\frac {m_{1}m_{2}}{r}}\left(1-{\frac {G(m_{1}+m_{2})}{c^{2}r}}-{\frac {127+a}{30\pi ^{2}}}{\frac {G\hbar }{c^{3}r^{2}}}\right)}

donde {\displaystyle a=8+2N_{\nu }} si se incluye el efecto de polarización de los fotones en el vacío y {\displaystyle N_{\nu }} especies de neutrinos (si se ignora ese efecto {\displaystyle a=0}). Como puede verse en esta aproximación las correcciones dan lugar a fuerzas repulsivas a muy corto alcance:

{\displaystyle F\approx -G{\frac {m_{1}m_{2}}{r^{2}}}\left(1-2G{\frac {(m_{1}+m_{2})}{c^{2}r}}-2{\frac {127+a}{15\pi ^{2}}}{\frac {G\hbar }{c^{3}r^{3}}}\right)}

### Otros ejemplos
En la actualidad, se crean teorías de campo efectivo para muchas situaciones:
- Una de las mayores ramas de la física nuclear es la «hadrodinámica cuántica», donde las interacciones de los hadrones son tratadas como una teoría de campo, que debería obtenerse a partir de las teorías fundamentales de la cromodinámica cuántica. Debido a la pequeña separación de escalas en este caso, esta teoría efectiva tiene un cierto poder de clasificación, pero no el éxito espectacular de la teoría de Fermi.
- En física de partículas la teoría de campo efectivo de la cromodinámica cuántica, llamada teoría de perturbación quiral ha tenido más éxito.[9] Esta teoría trata las interacciones de hadrones con piones o kaones, los cuales son los bosones de Goldstone de la ruptura espontánea de simetría quiral. El parámetro de expansión es la energía-momento del pion.
- Para hadrones que contienen un quark pesado (como el quark fondo o el quark encantado), ha resultado útil una teoría de campo efectivo que expande la masa del quark en series de potencias. Esta teoría es llamada «teoría efectiva de quarks pesados (HQET, por sus siglas en inglés).
- Para hadrones que contienen dos quarks pesados, ha resultado útil una teoría de campo efectivo que expande en serie de potencias la velocidad relativa de los quarks pesados. Esta es llamada cromodinámica cuántica no relativista (NRQCD, por sus siglas en inglés).
- Para reacciones hadrónicas con partículas colineales de baja energía, las interacciones con grados de libertad poco energéticos (suaves) se describen por medio de la teoría efectiva colinear suave (SCET).
- Buena parte de la física de la materia condensada consiste en crear teorías de campo efectivo para una propiedad de la materia que se estudie en particular.
- La hidrodinámica puede tratarse también usando teorías de campo efectivo.[10]